# 127-мм корабельна гармата Mark 12 5"/38
Гармата Mark 12 5"/38 — американська морська гармата. Гармату встановлювали у башти одинарної та подвійної дії в основному у американському флоті.

## Опис
Башти одинарної дії мали обмеження у куті вертикального наведення гармати у 35°, що унеможливлювало ведення зенітного вогню і могли вести вогонь лише по наземним/наводним цілям, башти подвійного призначення могли вести вогонь як по наземним так і по повітряним цілям, тому що мала кут вертикального наведення у 85° і мали зенітні детонатори для снарядів.
Довжина ствола у 38 калібрів була середньою між попередніми американським стандартами — 5"/51 гармата з малими кутами та 5"/25 зенітна  гармата. За термінологією морських гармат США снаряд 5 дюймів (127 мм) у діаметрі і ствол завдовжки 38 калібрів, утворюють стандарт 5"/38 подвійного призначення. Більша довжина ствола, у порівнянні з гарматою 5"/25, значно покращила характеристики ведення вогню як по наземних, так і по повітряних цілях.
Окрім довжини ствола та унітарних боєприпасів зі змінним зарядом, гармата 5"/38 повністю повторює гармату 5"/25. Обидві гармати мають вертикальний ударний затвор, який дозволяє вести вогонь по літаках при високих кутах наведення. Гармата 5"/38 розпочала свою службу на кораблі USS Farragut (DD-348) у 1934. Змонтована на кільцевому погоні вона була прийнята на службу на есмінці USS Gridley (DD-380) у 1937.
За твердженнями морських істориків гармата 5"/38 була найкращою серед гармат середнього калібру, подвійної дії (універсальних) часів Другої Світової війни, особливо під контролем системи керування вогнем (СКВ) Mark 37.
Але навіть з цією системою було потрібно близько 100 набоїв щоб збити літак. Зазвичай літаки збивали осколки снарядів, а не прямі влучання; використовували загороджувальний вогонь, коли у повітря стріляло багато гармат. Створювалися, так би мовити, стіни з осколків які вражали один або кілька літаків. Ці засоби виправдовували себе тому, що навіть один літак міг завдати великих втрат.
Через високий темп стрільби гармата заслужила визнання як зенітної на флоті. Гармата на кільцевому погоні мала темп стрільби у 15 пострілів за хвилину на один ствол, а добре підготовлена команда могла вести вогонь зі швидкістю у 22 постріли за хвилину. При кріпленні на центральному штирі і інших кріпленнях коли не було вбудованих талей, швидкість стрільби становила 12-15 пострілів за хвилину. Живучість ствола становила 4600 пострілів.
Гармата 5"/38 була встановлена на велику кількість американських кораблів часів Другої світової війни. Нею заміняли застарілі гармати 5"/25 на лінкорах які були встановлені у 1930-х. Вона давно знята зі служби, але залишається на законсервованих кораблях резервного флоту США. Також її використовують у інших країнах які купили її або отримали разом із кораблями від США. Було випущено мільйони снарядів, близько 720000 досі зберігаються на складах через те, що гармата 5"/38 знаходиться на кораблях резервного флоту.

## Гармата Mark 12 5"/38

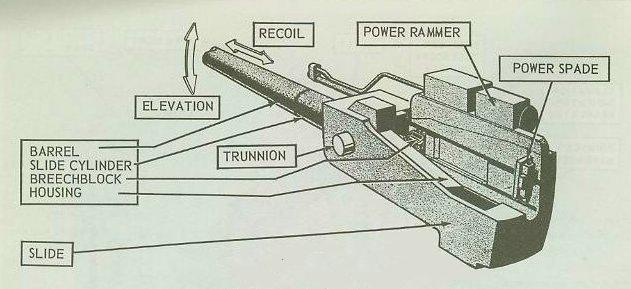
Схема вузлів гармати Mk 12

Кожна башта мала одну або дві гармати Mk 12 5"/38cal. Зазначена на зображені гармата встановлювалася у одиночну башту або була правою гарматою у подвійній башті. Заряджалася вона зліва. Ліва гармата була дзеркальною до правої і заряджалася справа. Вага гармати Mk12 становила 1810 кг. Гармата Mark 12 була представлена у 1934, вперше була встановлена на центральному штирі на есмінці класу Фаррагут, але за часів Другої світової війни вона встановлювалася у одиночні і подвійні башти майже на усіх головних та допоміжних бойових кораблях флоту США.

### Характеристики

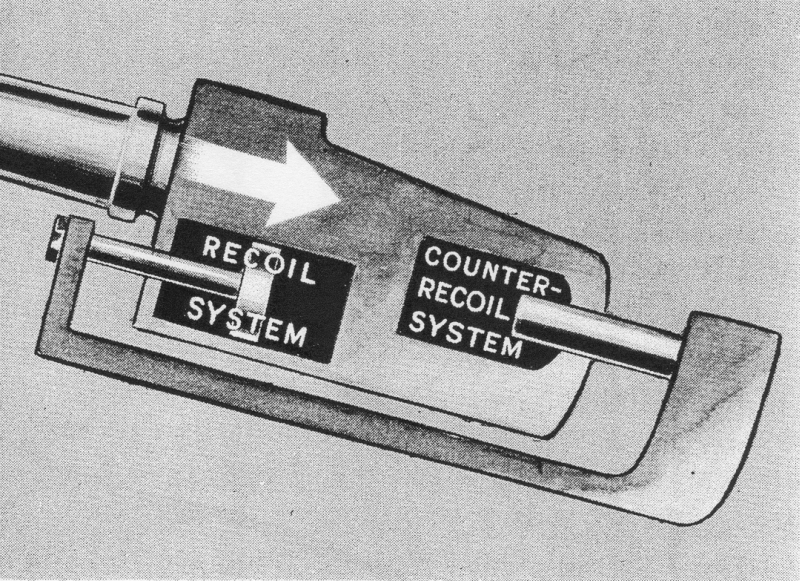
Схематичне зображення противідкотних пристроїв. Стрілкою показано рух гідроциліндра.

Головними характеристиками гармати Mk12 є::158
Напівавтоматичне заряджанняПід час віддачі деяка частина енергії зберігається системою протидії віддачі. Ця енергія використовується для підготовки гармати для наступного пострілу. Ударник зведено, затвор відкрито, порожню гільзу екстрактовано, а ствол продуто стисненим повітрям.
Ручне заряджанняПерший заряджаючий подає снаряд, другий заряд пороху. Їхня задача подати спочатку снаряд, а потім заряд на лоток заряджання з бесідок подачі зарядів з верхнього перевантажувального відділення.
Привод заряджанняГармата використовує 7.5 hp (5.6 kW) електро-гідравлічний привод заряджання потужністю 7,5 к.с. розрахований на досилання заряду вагою 42 кг та довжиною 1,21 м у камору, при будь-якому куті наведення за декілька секунд.:172 Контрольна коробка шомпола, бак з гідравлічною рідиною, та електричний мотор розташовані зверху.
Вертикальний клиновий затворКлиновий затвор автоматично закривав камору за зарядом. У ньому ж знаходився ударник.
Гідравлічне гальмо відкатуДва гідравлічних поршня у гідроциліндрі поглинали основну енергію відкату. Вони також демпфують удар механізмів пневматичного накатника при поверненні ствола в початкове положення.
Пневматичний накатникПід кінець віддачі, система противіддачі переміщує затвор вперед у положення «In-Battery» — і утримує його так при будь-якому куті наведення. У цей час камора затвора заповнюється повітрям високого тиску. У задній частині камори є отвір діаметром 3.5 in (8.9 см). :161 Через отвір рухався поршень який примикає до задньої частини. Пневматичний накатник являє собою камеру, наповнену повітрям високого тиску. У задній його частині розташований поршень. При відкаті поршень стискає повітря в накатнику, а потім повертає ствол у вихідне положення. У вихідному положенні тиск в камері накатника становить 10 МПа. В процесі відкоту тиск в накатнику зростає до 15 МПа.:162
Ствол
Роз'яснення калібру  5"/38:
- 5″ це значить діаметр ствола у 5 in (13 см) — вимірюється від поля до поля. (Поле це верхня частина нарізу.[10])
- 38 Caliber це значить, що ствол має довжину 38 калібрів від затвора до дульного зрізу.
- Тобто довжина гармати 5"/38 Caliber значить що калібр треба скласти 38 разів або 38 разів скласти 5 in (13 см), що дорівнює 190 in (480 см).

Опис::160
- Радіальний розширений моноблочний сталевий сплав.
- Вага: 2,000 lb (910 кг)
- Хромований ствол від «Початку Нарізки» (переднього кінця камори) до дульного зрізу.
- 45 нарізів правого обертання з кроком 30 калібрів (150 in (380 см)).
- Максимальний тиск на ствол при стрільбі зенітним снарядом становив: 40,320 psi (278,000 kPa). [4]:34
- Ствол було закріплено у кожуху за допомогою байонетного з'єднання, що дозволяло швидко змінювати стволи за допомогою засобів плавбаз на ТВД.[11]

БалістикаМаксимальна горизонтальна дальність стрільби снарядом вагою 25 кг становила 16 км.:159 У зенітному варіанті висота стрільби становила 11,3 км при куті наведення 85 градусів.:159
Бронепробиття 24,5 кг загальним снарядом
5.0" (127 мм) броньовий пояс на дальності 4000 ярдів (3660 м)
4.0" (102 мм) на дальності 5400 ярдів (4940 м)
3.0" (76 мм) на дальності 7400 ярдів (6770 м)
2.0" (51 мм) на дальності 11000 ярдів (10060 м)
1.0" (25 мм) броня палуби на дальності 13800 ярдів (12620 м)
25,0 кг зенітним снарядом: 1.5" (38 мм) на дальності 10000 ярдів (9140 м)
Дальність стрільби 25,03 кг зенітним снарядом Mark 49 (792 mps)
10° 9506 ярдів (8692 м)
15° 11663 ярдів (10665 м)
20° 13395 ярдів (12248 м)
25° 14804 ярдів (13537 м)
30° 15919 ярдів (14556 м)
35° 16739 ярдів (15298 м)
40°17240 ярдів (15764 м)
45° 17392 ярдів (15903 м): AA Ceiling 37200 футів (11887 м)
Дульна швидкість снаряду нової гармати становила 2,600 ft/s (790 м/с).
Під час Другої світової війни на кораблях флоту США мали лише невелику кількість спеціальних боєприпасів, таких як зенітні спеціальні снаряди, які були більш корисні ніж універсальні снаряди, навіть при тому, що бронепробиття у них було гіршим. Розривні заряди мали 7,25 lbs.(3,3 кг) вибухівки D композиції A, а спеціальний загальний мав заряд 0.9-1.2 кг через його товсті стінки (ББ).

### Заряджання
За командою «ЗАРЯДЖАЙ» або при заряджанні «ШВИДКИЙ»: (ПРИМІТКА: Швидке заряджання значить, що гармата веде вогонь одразу після заряджання гармати без виконання команд «ПРИПИНИТИ ВОГОНЬ» або «ПЕРЕВІРИТИ ВОГОНЬ».)

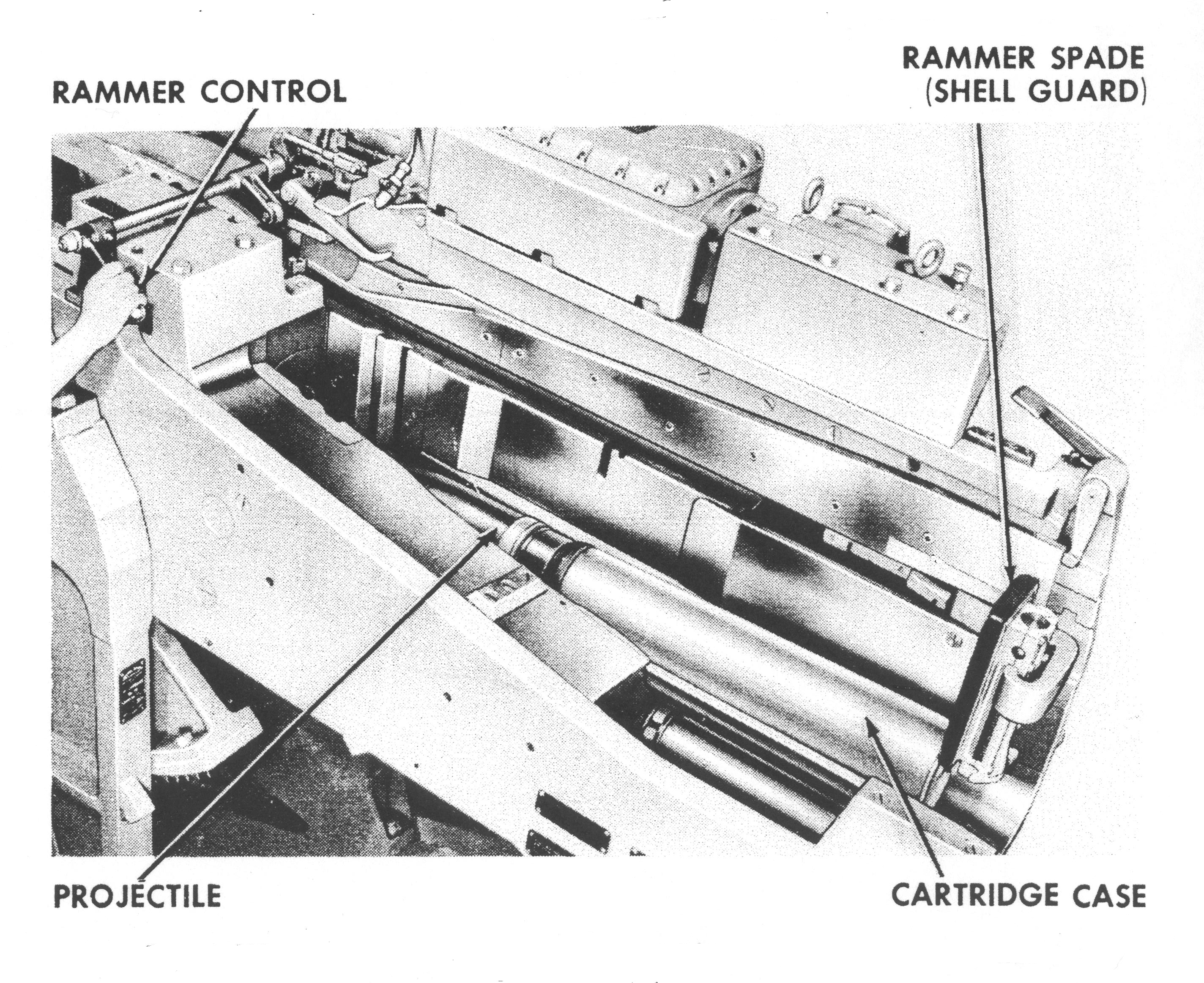
Зарядний лоток з зарядом пороху і снарядом готовими для досилання.

Заряджаючий № 1 (заряджає заряди з порохом)::175
1. Перевіряє чи знаходиться УЛОВЛЮВАЧ у задній позиції «зарядного лотка». Якщо він заряджає заряд з капсулем без встановленого уловлювача, то заряд може зісковзнути з лотка і впасти на палубу.
2. Після перевірки, він може починати заряджання. Він знімає запобіжний ковпачок, «Метелик», з капсуля на заряді який стирчить з елеватора.
3. Викидає запобіжний ковпачок з башти.
4. Виймає заряді з елеватора подачі і кладе його на зарядний лоток.
5. Перевіряє правильність розташування заряду.
6. Прибирає руки від зарядного лотка.

Заряджаючий № 2 (заряджає снаряди)::175
1. Перевіряє зарядний лоток на наявність заряду з порохом.
2. Витягає снаряд з елеватора подачі снарядів.
3. Розташовує снаряд перед зарядом у зарядному лотку.
4. Прибирає руки від зарядного лотка.
5. Тягне важіль КЕРУВАННЯ ЛОТКОМ.

Порядок заряджання лотку::172
1. Якщо потягнути за важіль контролю лотка відкриваються гідравлічні клапани у середині контролера лотка заряджання.
2. Через відкриті клапани гідравлічна рідина великого тиску надходить до ″Гідроциліндра лотка″ позаду. Циліндр лотка поєднаний з «Хрестовиною Лотка», яка поєднана з уловлювачем коли той рухається у лотку. Коли циліндр під тиском Хрестовина та Уловлювач рухаються вперед у лотку.
3. Рухаючись вперед уловлювач штовхає заряд і снаряд у камору. Час руху від задньої частини лотка до затвора становить одну секунду. Наближаючись до затвора, Хрестовина проштовхує пружинну засувку, яка блокує її.[4]:173 У той же час Хрестовина переводить інший важіль, який поєднано з контролером лотка, через що контролер випускає гідравлічний тиск у циліндр лотка.[4]:174
4. Коли заряд проходить верхню частину затворного блоку, останній автоматично піднімається.[4]:175
5. Блок затвора виштовхує вгору підпружинений уловлювач. Це продовжується до замикання заряду у каморі затвором.[4]:175
6. Гармата заряджена і готова вести вогонь.

### Ведення вогню
З гармати можна вести вогонь дистанційно (електричне запалювання) або в ручну (ударне).
Постріл гармати відбувається за дві секунди. Після цього відбуваються наступні процеси:
1. Під час віддачі:
  1. Хрестовина Лотка відмикається.
  2. Важіль керування лотком піднімається вгору кулачком, який розташовано на верхній частині затвора.
  3. Після підняття важеля, через клапани контролера лотка подається гідравлічна рідина високого тиску для відведення циліндра лотка та уловлювача у задній частині лотка.
2. Під час накату:
  1. Взводиться ударник.
  2. Опускається блок затвора.
  3. Викидається порожній заряд з камори і опускається лоток заряджання. Порожній заряд викидає з башти матрос у рукавичках.
  4. Перед поверненням затвора в позицію «In Battery», на секунду відкривається клапан і порція стисненого повітря подається до ствола.

Гармата готова до заряджання.

## Гарматні установки

### Типи

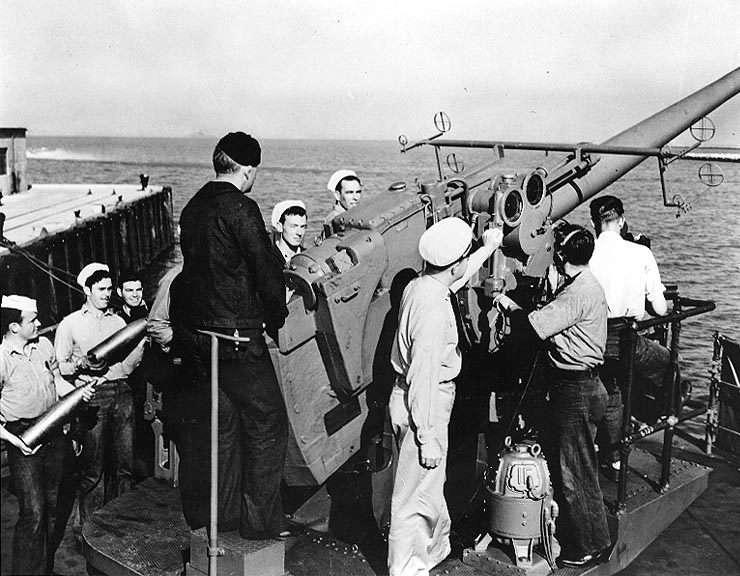
Гармата Mk 21 5"/38 на відкритому центральному штирі 1942.

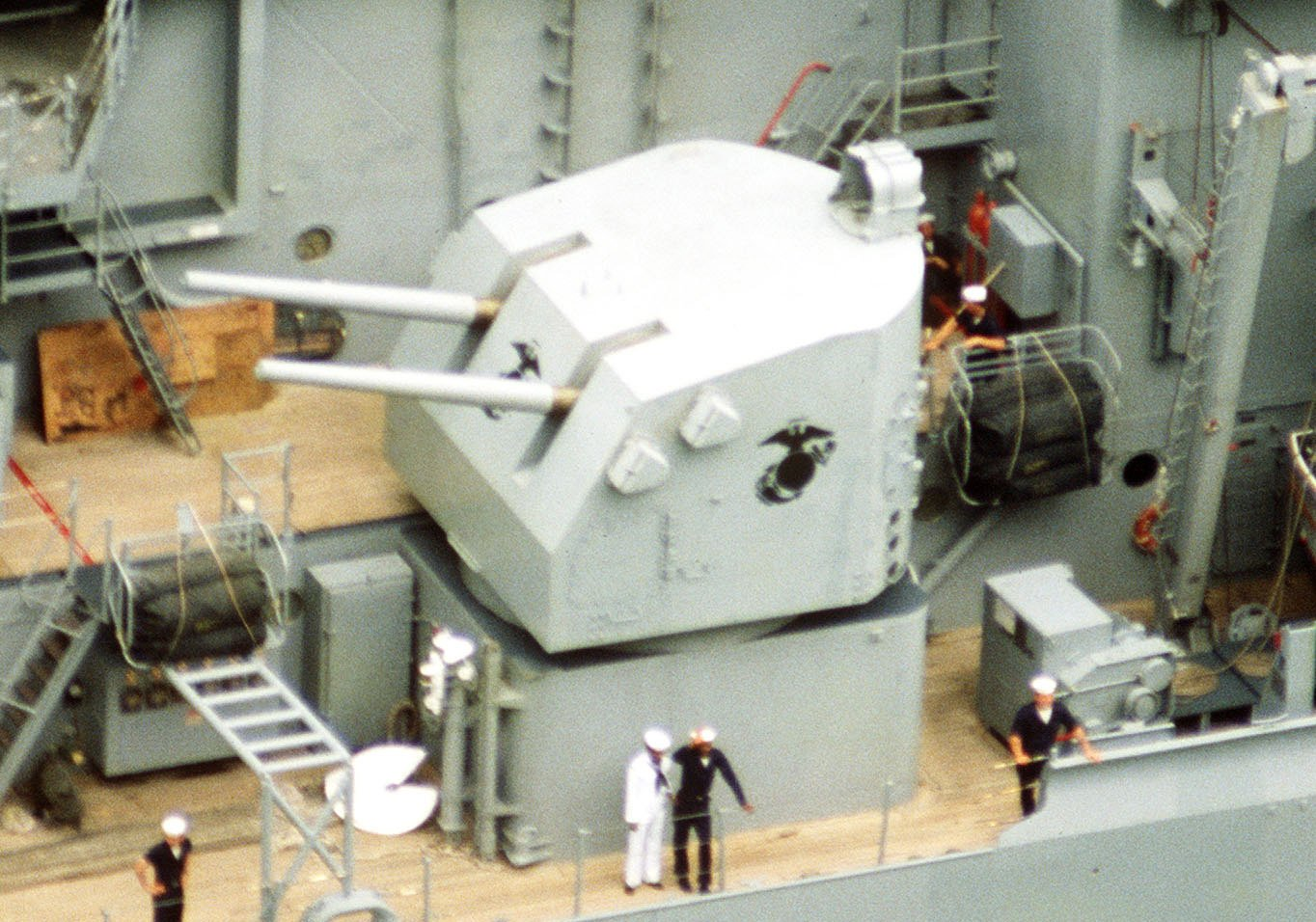
Башта з двома гарматами Mk 28 Mod 2 5"/38 на борту лінкора Нью-Джерсі. Обслуга складається з морських піхотинців, 1984.

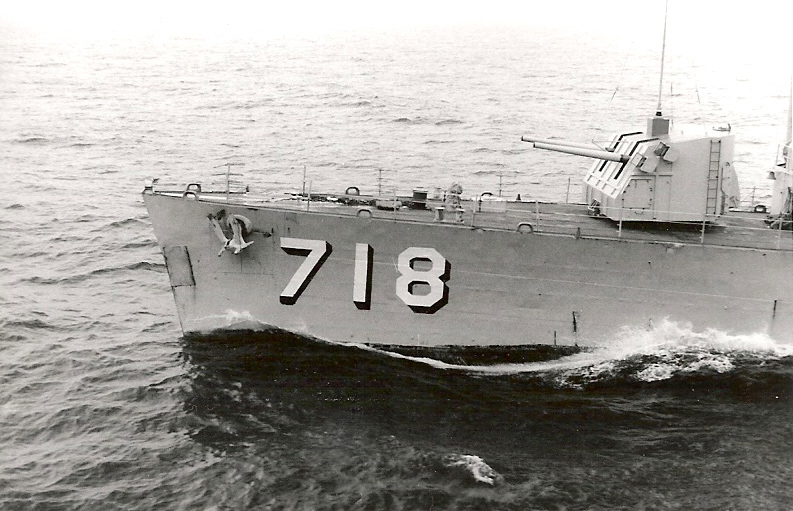
Носова башта на дві гармати Mk 38 5"/38 на есмінці Хамнер.

Є чотири основних типи монтування гармат:
Здвоєна :158
- Усі були закриті.
- Усі були на кільцевому погоні і мали відділення перевантаження, яке мало Верхнє Перевантажувальне Відділення, під баштою.
- Усі вони мали:
  - Горизонтальні перископічні приціли з рухомими призмами.
  - Два приводи, установки детонаторів, елеватори.
  - Два елеватори зарядів з порохом.
  - Приводи горизонтального та вертикального наведення.[4]:47
- Зазвичай такі башти встановлювали на лінкори, крейсери, перші кораблі класу лідерів есмінців (ці башти були не універсальні/лише проти кораблів)[11] і пізніше на есмінці. Також їх використовували у на авіаносця класу Ессекс, встановлювалися біля острівної надстройки.[4]:47

Закрита на одну гарматуУсі закриті башти були встановлені на кільцевий погон і мали верхній перевантажувальний відсік. Такі башти встановлювали на ранніх класах есмінців, але наприкінці Другої світової війни, загалом вони використовувалися мінних транспортах та допоміжних кораблях, які робили зі старих есмінців, наприклад на ескортних есмінцях і більших допоміжних кораблях (ремонтних, тендерах тощо).
Відкрита на кільцевому погоніВідкрита установка з верхнім перевантажувальним відділенням. Використовувалися на авіаносцях, з правого і лівого бортів нижче польотної палуби на авіаносцях класу Йорктаун.
Відкрита на центральному штиріЦе був перший тип установки 5"/38cal. Була встановлена у  1934. Деякі установки було встановлено на баковій надбудові яка давала частковий захист команди, але все одно такі установки називали відкритими. Через те що такі установки не мали верхнього перевантажувального відділення, їх встановлювали на суда без великих змін у конструкції суден. Тому ними часто озброювали торгові суда.
Існують декілька моделей 5"/38, з приставкою Mark (або скороченням MK) та числом. Варіанти основної конструкції мають назву Модифікації (або скорочення Mod). Наприклад, 5"/38 MK 21 — це одноствольна на відкритому центральному штирі установка яку часто використовували на амфібіях, допоміжних і торгових судах. 5"/38 MK 30 — це одноствольна закрита на кільцевому пагоні установка яку широко використовували на ескортних есмінцях. 5"/38 MK 38 — двоствольна спеціально розроблена установка для нових есмінців.
| Модифікація | Стволи | Вага                   | Конструкція                    | Використання                                                                                    |
| ----------- | ------ | ---------------------- | ------------------------------ | ----------------------------------------------------------------------------------------------- |
| Mk21        | 1      | 31,200 lb (14,200 кг)  | Відкрита на центральному штирі | Деякі побудовані у 1930-х бойові кораблі, допоміжні та торгові судна                            |
| Mk22        | 2      | 75,250 lb (34,130 кг)  | Закрита на кільцевому погоні   | 1935 лідери есмінців                                                                            |
| Mk24 Mod1   | 1      | 29,260 lb (13,270 кг)  | Відкрита на центральному штирі | Побудовані у 1930-х авіаносці                                                                   |
| Mk28 Mod0   | 2      | 156,295 lb (70,894 кг) | Закрита на кільцевому погоні   | Лінкори, попередники класу Айова                                                                |
| Mk28 Mod2   | 2      | 170,635 lb (77,399 кг) | Закрита на кільцевому погоні   | Лінкори класу Айова                                                                             |
| Mk29 Mod0   | 2      | 108,000 lb (49,000 кг) | Закрита на кільцевому погоні   | Крейсери                                                                                        |
| Mk30 Mod0   | 1      | 40,900 lb (18,600 кг)  | Закрита на кільцевому погоні   | Есмінці, допоміжні суда, катери берегової оборони США                                           |
| Mk30 Mod1   | 1      | 33,500 lb (15,200 кг)  | Відкрита на кільцевому погоні  | Кормові башти есмінців, ескортні авіаносців                                                     |
| Mk30 Mod69  | 1      | 45,000 lb (20,000 кг)  | Закрита на кільцевому погоні   | Ескортні есмінці з кормовою Mark 38 зі скошеними екранами для забезпечення стрільби з хеджхогів |
| Mk32 Mod0   | 2      | 105,600 lb (47,900 кг) | Закрита на кільцевому погоні   | Крейсери, авіаносці                                                                             |
| Mk32 Mod4   | 2      | 120,369 lb (54,598 кг) | Закрита на кільцевому погоні   | Крейсери, авіаносці                                                                             |
| Mk37 Mod0   | 1      | 34,700 lb (15,700 кг)  | Відкрита на центральному штирі | Допоміжні та транспортні судна                                                                  |
| Mk38 Mod0   | 2      | 95,700 lb (43,400 кг)  | Закрита на кільцевому погоні   | Есмінці, легкі крейсери класу Атланта                                                           |

### Подача боєприпасів
Через роздільне заряджання гармати, кожен постріл подається до гармати у двох частинах —  заряд пороху та снаряд.
Установки на кільцевому погоніПостріли зберігаються у кранцях перших пострілів під баштою у верхньому перевантажувальному відділенні. Снаряд подається до гармати за допомогою електро-гідравлічного елеватора. Він подається носом вниз денцем вгору поряд із заряджаючим. Якщо на снаряді встановлено таймерний детонатор, він автоматично виставляється під час подачі елеватором, на елеватор час для детонатора передає система керування вогнем. Заряд подається шахтою елеватора на палубу зарядної кімнати під ноги заряджаючого. Він подається основою до гори, а на капсулі розташовано запобіжний ковпачок який називають «Метеликом». Обслуга у верхньому перевантажувальному відділенні переносить снаряди і заряди з кранців перших пострілів до елеваторних лебідок уникаючи при цьому обладнання яке висить з гори і обертається разом з баштою. У здвоєній башті за командою «Швидкий вогонь» (Ключі ведення вогню закриті, гармата стріляє одразу після закриття затвора), команда переносить від 30 до 44 снарядів і зарядів за хвилину.
Установки на центральному штиріБоєприпаси зберігалися у кранцях перших пострілів та у відсіках навколо установки. Снаряди і заряди подавалися зліва при обертанні установки. Снаряди розташовувалися носом вниз у одному з трьох механізмів установки детонатора. Якщо снаряд мав таймерний детонатор, заряджаючий вручну рукояткою обертав механізм і виставляв потрібний час підриву. Заряди зберігалися на стелажах під палубою.

### Обслуга башти
Залежно від типу башти, обслуга гармат  5"/38 становила від 15 до 27 осіб у казематі та верхньому перевантажувальному відділенні. Сюди не включено обслугу яка потрібна для роботу у погребах. Обслуга тренована до роботи у двох режимах. Основний режим — «автоматичне керування», де керування баштою відбувалося системою керування вогнем. Але при пошкодження системи керування вогнем або нестачі енергії на кораблі; башта працювала під «місцевим керування». У ВМС США, більшість обслуги гармат перебували на службі у флоті. Навіть на торгових кораблях для гармат 5"/38 та інших обслуга складалася з матросів військового флоту. Виключення були лише кораблі де обслуга гармат складалася з морських піхотинців, зазвичай на баштах таких гармат нанесено емблему Корпусу морської піхоти
Командир баштиКомандиром башти був старшина або артилерійський сержант. У закритих баштах його місце було розташовано на внутрішній платформі позаду броньової перегородки. Зверху був люк через якій він міг визирнути назовні. На деяких баштах над люком було зроблено броньовий ковпак, який захищав з боків та зі спини пострілів гармат. У нього був телефон з голосовим живленням, по якому він отримував команди від командира батареї і передавав данні про стан башти. Телефонна слухавка була зроблена у вигляді шолому. Він мав артилерійський бінокль. Нахиливши голову, він міг бачити все, що відбувається у башті. Біля нього була труба голосового зв'язку для переговорів з відділенням перевантаження. Під рукою у нього були перемикачі якими контролювалися зв'язок, аварійне освітлення і бойові ліхтарі. Під час автоматичного керування він мав отримувати команди від командира батареї і передавати відповідні команди обслузі гармати та на верхнє перевантажувальне відділення, перевірити виконання наказів і відрапортувати про стан командиру батареї. При місцевому керуванні, він наводив і вів вогонь з гармат — інколи без будь-якої допомоги. За допомогою біноклю він вираховував дистанцію і пеленг до цілі. Потім переводив ці данні у дистанцію та кут підвищення і передавав наказ установнику прицілу. Після пострілу він слідкував за падінням снарядів і вносив необхідні коригування у приціл.
Командир ГарматиПомічник навідника, який доглядає за установкою. Щоденно він перевіряє рівні рідини, змащує механізми, чистить приціли, періодично перевіряє обладнання, тестує вогневі системи, перевіряє тиск газів, а також перевіряє інше обладнання яке знадобиться у бою. У башті на дві гармати, на кожну гармату призначається свій командир. Зазвичай він стоїть на привареному до палуби ящику з інструментами, збоку від гармати. Це дає йому змогу бути вище і позаду приводу лотку заряджання. Звідти від спостерігає за діями обох заряджаючих, роботою затвора та лотку заряджання. Він може перевірити, що гармата повернулася у потрібну позицію перед заряджанням. Він може рухатися навколо гармати щоб усунути будь-які проблеми. Він знає функції кожного і може його підмінити за потреби. За командою командира башти він вручну відкриває затвор перед першим заряджанням і рапортує, що ствол чистий. Його обов'язки однакові при ручному і автоматичному керуванні.
Навідник

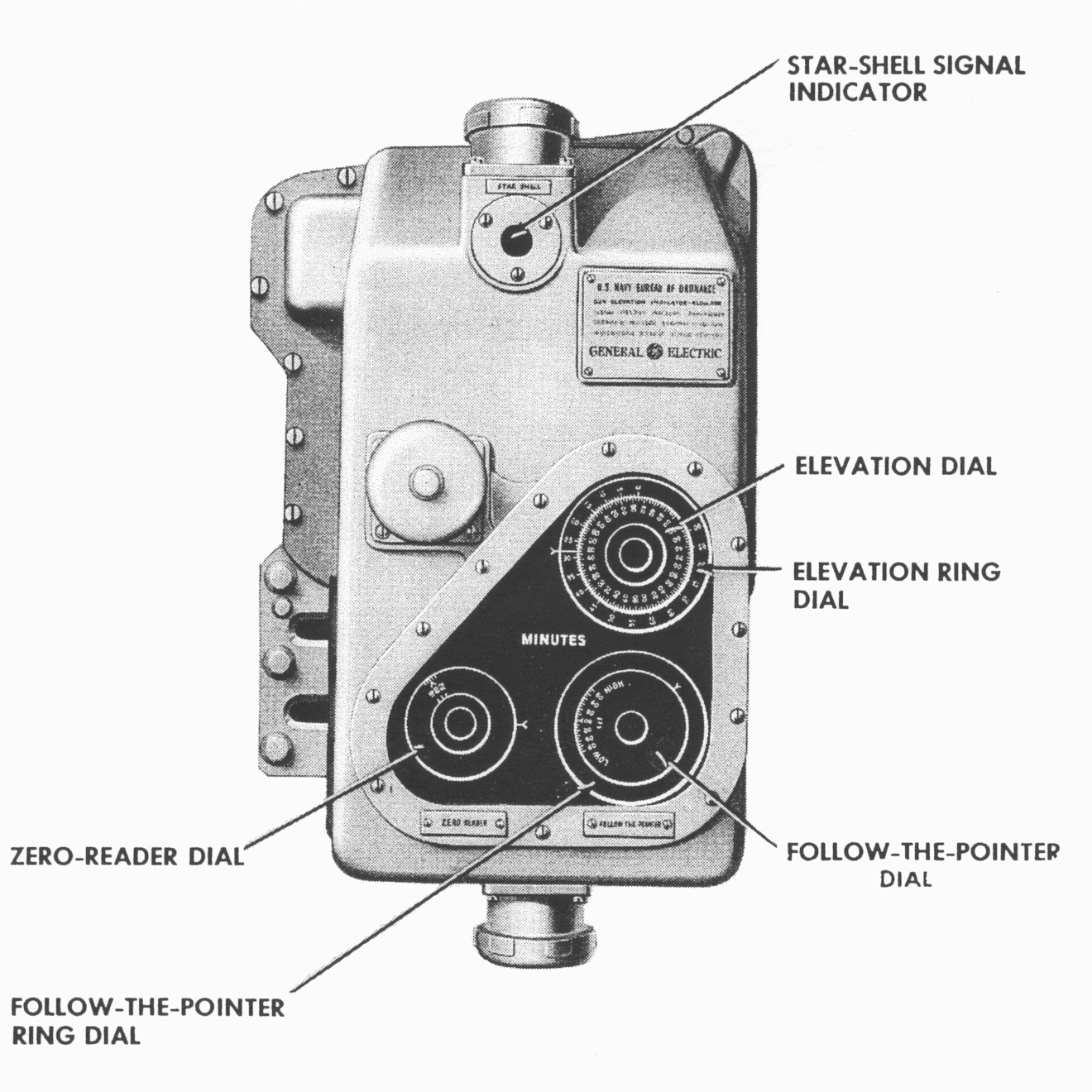
Регулятор Індикації Кута Підвищення установки з однією гарматою

Задача полягає у контролюванні куту підвищення. Його місце у лівому кутку у передній частині установки. Перед ним встановлено оптичний приціл, маховики і прилади контролю кутом підвищення. Справа, на висоті ліктя, висить прилад, який має назву Регулятор Індикації Кута Підвищення. Він керує приводами підвищення. Через вікно вгорі приладу, навідник бачить циферблат де вказано кути підвищення гармати, а також автоматичні команди які надходять від систему керування вогнем. Під регулятором розташовано Електричний перемикач вибору вогню. Він перемикається у три положення: Вимк, Вручну та Авто. Вимк — вимикає електричне живлення системи ведення вогню у установці. Вручну — включає електричний ключ вогню на правому маховику. Автоматично перемикає керування баштою на систему керування вогнем. Біля правого коліна, розташовано Важіль ручного пострілу. Цей механічний важіль має дві позиції: Безпечно та Заряджено. Коли він в позиції заряджено, включено механічне зчеплення для ручного пострілу. Його права підставка для ноги зчеплена з шепталом ударника у затворі. Натискаючи на праву педаль, він робить постріл з гармати. Але зазвичай використовують електричний спосіб запалювання. Коли командир башти подає команду, «Зрівняти показники. В автоматичний режим.», навідник дивиться на циферблат на Індикаторі. На циферблаті він бачить різницю між поточним кутом підвищення і заданим кутом підвищення який отримано від системи керування вогнем через сельсин. Він змінює кут підвищення, обертаючи маховики, поки різниця не буде рівна нулю. Тепер його циферблати «зрівняні» і він перемикає привод підвищення у Авто. Це відключає його маховики і передає керування системі керування вогнем. Далі, він переводить електричний перемикач вибору вогню у «АВТО» і рапортує командиру башти «Підвищення авто.» Тепер він може подивитися у приціл і якщо установник прицілу зрівняв азимути, він повинен побачити ціль у перехресті. Коли командир башти подає команду, «На ручне», він перемикає систему у ручне керування. При ручному керуванні, він контролює наведення гармати маховиками тримаючи горизонтальне перехрестя на цілі. За командою командира башти, він, натиснувши на праву педаль, робить постріл.
Горизонтальний навідник

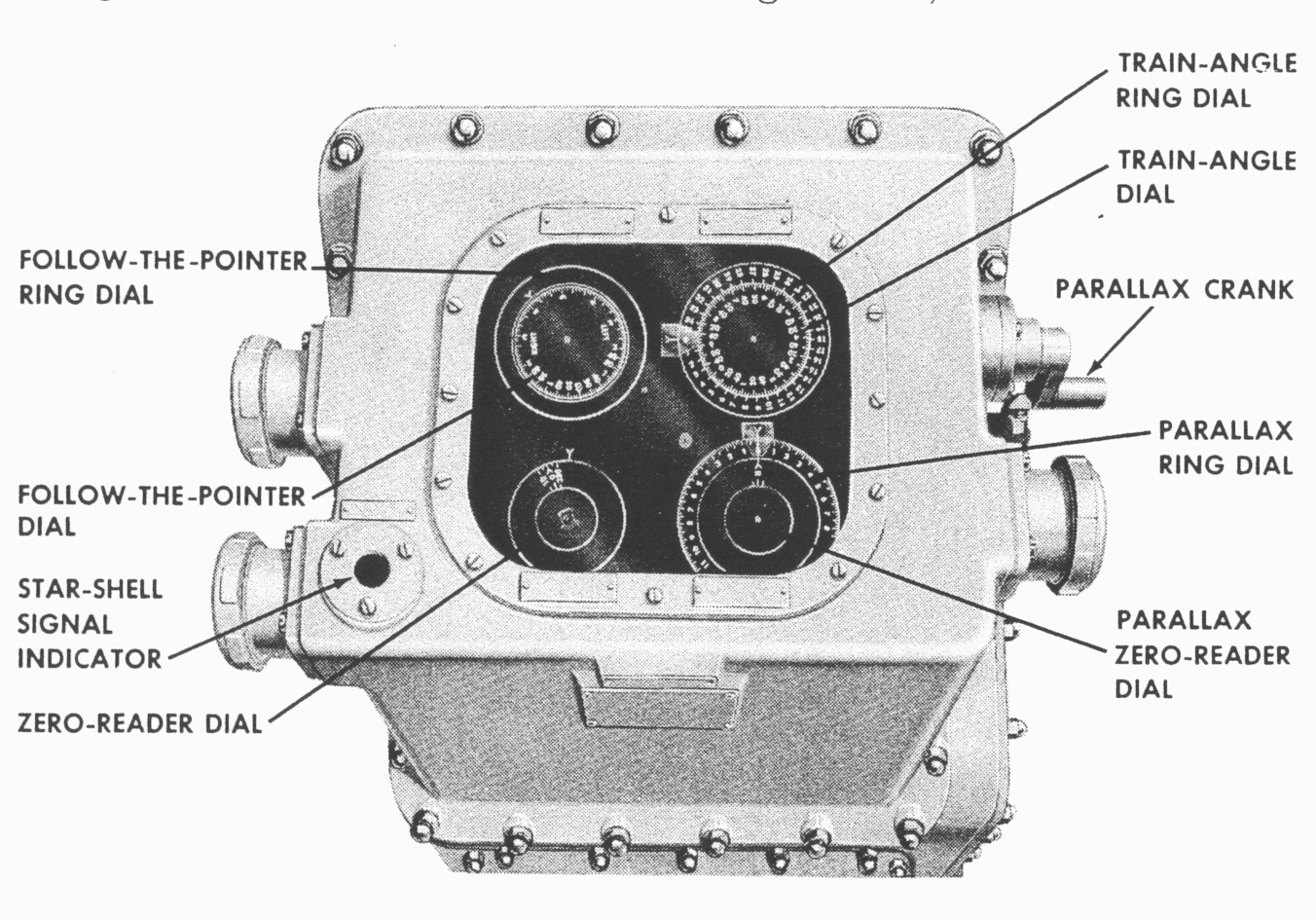
Регулятор Індикації горизонтального наведення

Контролював горизонтальне наведення (напрям). Його місце було у правому кутку спереду установки. Перед ним були оптичний приціл, маховики і привід горизонтального наведення. Між його колінами було розташовано прилад який мав назву Регулятор індикації горизонтального наведення. Цей прилад контролював приводи горизонтального наведення. Зверху є віконце з циферблатом де вказано кут горизонтального наведення і автоматичні накази від системи керування вогнем які надходили через сельсин. За командою командира башти, «Зрівняти показники. В автоматичний режим.», він дивився вниз на циферблат індикатора. На циферблаті він бачить різницю між поточним кутом горизонтального наведення і тим який наказано. Він змінював направлення до тих пір поки, різниця дорівнювала нулю. Тепер його циферблати «зрівняні» і він перемикає приводи наведення у Авто. Це відключає його маховики і передає керування системі керування вогнем. Потім рапортує командиру башти «Наведення авто.» Тепер він може подивитися у приціл і якщо установник прицілу зрівняв азимути, він повинен побачити ціль у перехресті. Коли командир башти подає команду, «На ручне», він перемикає систему у ручне керування. При ручному керуванні, він контролює наведення гармати маховиками тримаючи вертикальне перехрестя на цілі.
Установник прицілу

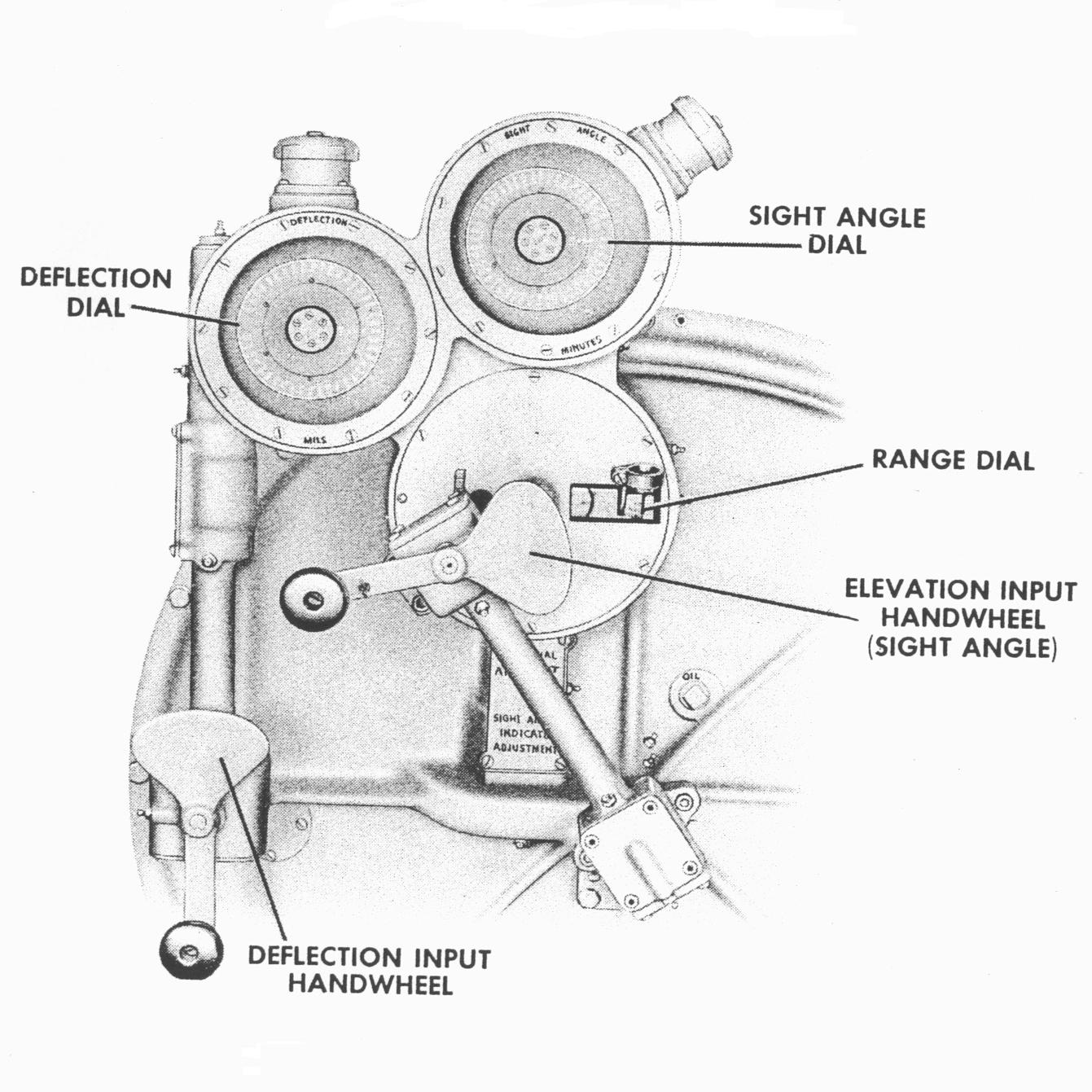
Циферблати установника прицілу

Працював із налаштуваннями прицільного обладнання. У баштах однією гарматою він стояв за горизонтальним навідником, а у двогарматній — сидів між гарматами перед снарядними елеваторами. Установник переміщав прицільну сітку відносно осі стволів. На перших відкритих установках це досягалося переміщуванням платформи, на якій були встановлені приціли. Приціли закритих башт мали рухомі призми. В установника було три циферблати і дві ручки. Два правих циферблати і права ручка контролювали зміщення візиру висоти (має назву Кут Прицілу). Верхній правий циферблат має шкалу у кутових мінутах, а нижній правий — у ярдах. Лівий циферблат і ручка контролюють зміщення візира вліво-вправо (має назву Направлення Прицілу), шкала у кутових милях. Коли установка контролюється автоматично, він обертав рукоятки щоб зберігати збіг індексних відміток на циферблатах для рівняння з центральними дисками. Диски контролюються електрично системою керування вогню через сельсин. Це називається рівняння показників і це дозволяє прицілам на цілі поки башта під контролем системи керування вогню. При ручному керуванні, він отримує накази на прицілювання від командира башти у ярдах та милях.
Установник детонатора

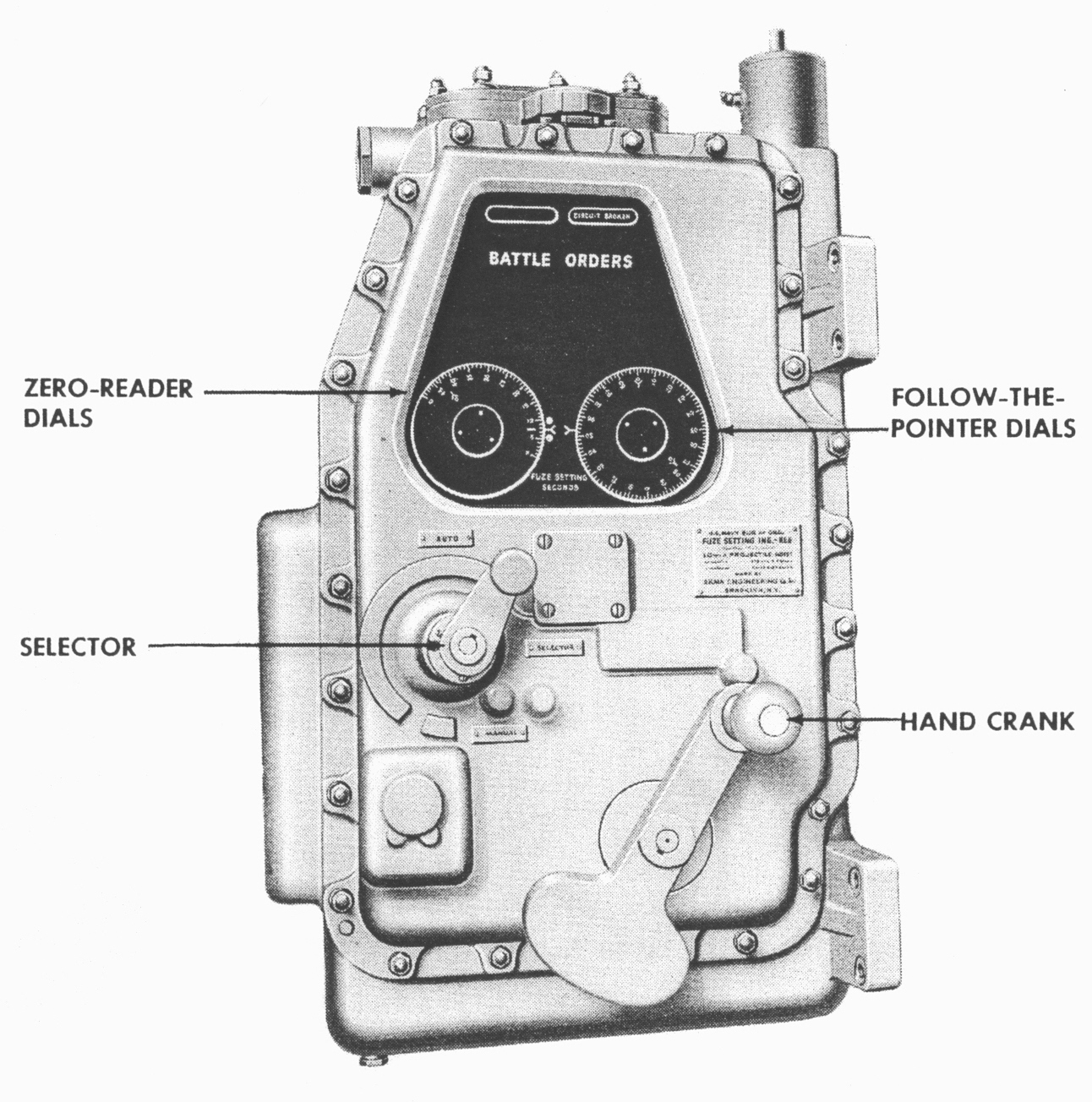
Регулятор індикації установки детонатора

Він працює з обладнанням яке встановлювало дистанційний детонатор з механічним відліком часу. У закритій башті на одну гармату він сидів позаду навідника. Під кріслом навідника і перед місцем установника розташовано регулятор індикації детонатора. Це коробка з вікном, рукояткою та важелем-селектором. У башті на дві гармати установник і його прилад, розташовувалися за установником прицілу між гарматами. Коли башта працює під автоматичним керуванням, він переводив важіль у Авто режим і прилад згідно з наказами від системи керування вогнем через сельсин встановлював детонатор. У ручному керуванні, він отримував команди від командира башти на встановлення запалу обертаючи рукоятку поки на циферблатах не з'являвся вірний час детонації.
Заряджаючий № 1 (заряджає заряди з порохом)Знімав запобіжний ковпачок з капсуля, а потім переносив заряд елеватора подачі у лоток заряджання.
Заряджаючий № 2 (заряджає снаряди)Переносить снаряд з елеваторної лебідки на лоток заряджання і потім натискає на важіль системи досилання снаряда і заряду пороху у камору.
ВикидаючийПісля пострілу він підхоплює і викидає порожній заряд з башти.
Перевіряльник прицілуВін перевіряє правильність наведення башти на ціль.

## Боєприпаси

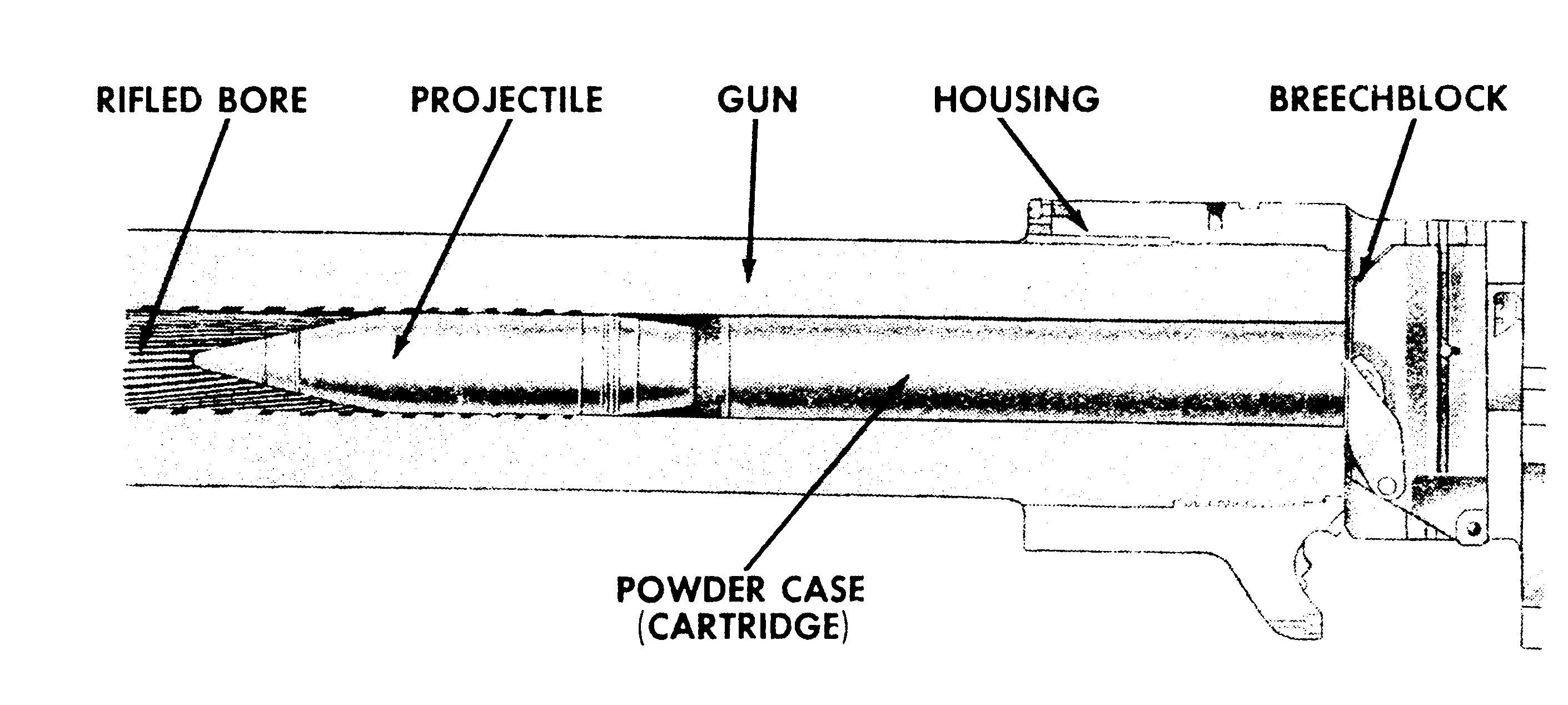
Drawing of loaded Semi-Fixed round.

Гармата має роздільне заряджання. (див. рис.)  (Also called Separated Ammunition.) Кожний постріл складається зі снаряда і заряду з порохом (гільзи з метальним зарядом). Обидві частини пострілу зберігаються окремо до подачі їх до гармати. Біля гармати їх складають на лоток заряджання, а потім привід заряджання досилає їх у камору. Заряд повністю заповнює камору і його довжина заганяє обертовий поясок снаряда у нарізи дула. Такий спосіб відрізняється від морських гармат з картузним заряджанням. У таких гарматах: (1) Снаряд досилається приводом поки поясок не вткнеться у дульні нарізи. (2) Шомпол автоматично відводиться. (3) Потім досилаються картузи пороху. Це також відрізняється від заряджання польових гармат: (1) Снаряд досилають вручну шомполом поки його поясок не вткнеться у нарізи. (2) Прибирають шомпол. (3) Далі розташовують картуз пороху або заряд. Треба зауважити, що подібні операції заряджання зменшують час заряджання гармат середніх і великих калібрів. Наприклад, темп стрільби кожної з дев'яти  8"(203 мм)/55 швидкострільних гармат крейсерів класу Des Moines, які використовують автоматичне заряджання роздільним боєприпасами, становить від 10 до 12 пострілів за хвилину.

### Снаряд

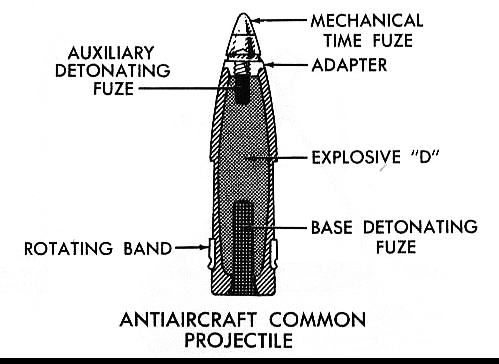
Загальний зенітний снаряд 5"/38cal.

Снаряд має три основних частини: тіло, детонатор та вибуховий заряд.
Тіло снаряду
Тіло в основному — це оброблена сталева труба оживальної форми. Спереду і у денці є отвори, куди вставляються наповнювач і запал-детонатор. Навколо труби біля денця йде поясок зроблений зі сплаву міді який має назву Обертовий Поясок. Цей поясок перевищує діаметр ствола і коли снаряд і заряд досилають у камору, поясок заповнює канавки нарізів ствола. Він покращує обтюрацію між снарядом і стволом. Також під час пострілу поясок надає обертального руху снаряду.
Детонатор
Детонатор підриває снаряд, щоб завдати максимальної шкоди цілі. Різні цілі потребують різних детонаторів. Вимоги до безпеки детонаторів такі… :33
- … безпечний у користуванні. (тобто: він не вибухне при падінні, качанні або ударі.) [4]:33
- … залишається не зведеним у стволі і поки снаряд не віддалиться від корабля, щоб не ушкодити його екіпаж. [4]:33 Після пострілу відбуваються наступні дії:
  - Прискорення у 14000g [4]:34 від метального заряду який згоряє у стволі. Це прискорення використовується для зведення [4]:34 деяких детонаторів завдяки інерції.
  - Відцентрована сила 12360 обертів за хвилину [4]:34 від обертання снаряда. Ця сила змушує інші частини рухатися назовні.[4]:34
  - Уповільнення 7,2g  [4]:34 через аеродинамічний опір коли снаряд покидає дуло. Через інерцію, інші частини рухаються [4]:34 вперед.

Усі ці дії повинні відбуватися у правильній послідовності для зведення детонатора.
Перелік типів детонаторів:
Механічний таймерний детонаторНосовий детонатор, який підриває снаряд у визначений час після пострілу.
Детонатор у денціТакий детонатор має ударну діє і вкручується у денце снаряда, для того щоб захистити детонатор від спрацювання під час удару. Він дає затримку у підриві приблизно у 25 мс після удару, що дозволяє снаряду краще зануритися у броню.
Ударний детонаторНосовий ударний детонатор. Дуже швидка детонація при ударі об поверхню цілі.
Детонатор VTДетонатор VT (Variable Time — Перемінний час) — є дистанційним детонатором. Це носовий електронний детонатор який не потребує удару для підриву. Його розробили для підриву поряд з ціллю. Спочатку він призначався для ураження повітряних цілей. Зараз його використовують для обстрілів узбережжя і стрільби по швидким катерами. Це тому, що детонатори VT довели свою здатність підривати снаряди на потрібній дистанції над землею або водою утворюючи велику кількість осколків для ураження легкоброньованих цілей на великій території.
Додатковий детонаторДодатковий детонатор накручується на верхню частину механічного таймерного детонатора. Це зроблено для того щоб можна було підірвати заряд з вибухівкою «D», тому що потужності стандартного механічного таймерного детонатора не вистачає. У додатковому детонаторі використано запал який може підірвати вибухівку «D».
| Марка         | Повна назва               | Опис |
| ------------- | ------------------------- | --- |
| AA            | Зенітний                  | Снаряд який утворює велику кількість осколків і підривається таймерним детонатором |
| AAC           | Зенітний загальний        | Снаряд середньої пробивної властивості з механічним таймерним та донним ударним детонаторами. Розроблено для боротьби з літаками і легкоброньованими кораблями. При стрільбі по літаках виставлявся таймерний детонатор для підриву снаряду поряд з літаком. Ударна хвиля і велика кількість осколків мали великі шанси нанести серйозні ураження цілі. При стрільбі по кораблям, таймерний детонатор ставили на запобіжник, а використовували ударний детонатор з затримкою у 25 сек. |
| AAVT          | Зенітний VT               | Осколковий снаряд з детонатором VT (дистанційним). |
| AP            | Бронебійний               | Товстостінний бронебійний снаряд з ударним детонатором. Заряд снаряду складався з вибухівки D тому, що вона була менш чутливою до ударів. |
| SS            | Освітлювальний снаряд     | Тонкостінний снаряд з механічним таймерним детонатором. Освітлювальний заряд з парашутом було розташовано у середині снаряду. Детонатор запалював заряд чорного пороху який виштовхував освітлювальний заряд і парашут. До появи радарів, освітлювальні снаряди використовували для освітлення цілей вночі. Їх досі використовують для підтримки військ вночі, а також при проведенні рятувальних операцій на морі.                                                                    |
| WP            | Білий фосфор              | Тонкостінний снаряд з дистанційним детонатором використовували для створення димових завіс. Вони мали також запалювальний ефект. |
| AA non-frag   | Зенітний безосколковий    | Тонкостінний снаряд з механічним таймерним детонатором і оснащений зарядом який створював дим при підриві. Їх використовували для навчання у протиповітряній обороні. |
| AAVT non-frag | Зенітний VT безосколковий | Тонкостінний снаряд дистанційним детонатором VT і оснащений зарядом який створював дим при підриві. Їх використовували для навчання у протиповітряній обороні. |
| BL            | Болванки                  | Снаряди без детонатора, заповнені піском. Використовуються для навчання. |
| W             | Вікно                     | Тонкостінний снаряд з механічним таймерним детонатором і оснащений металевими смужками з фольги якій викидаються позаду снаряда зарядом чорного пороху. Використовували для створення перешкод на радарах. |

### Заряд пороху

Заряд пороху повний 5"/38cal.

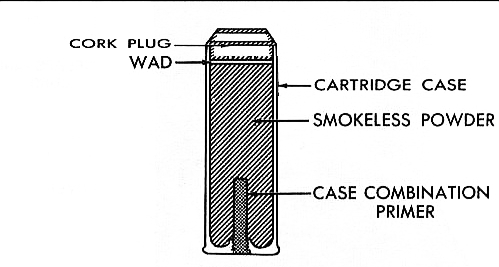
Очисний заряд 5"/38cal.

Заряд пороху являв собою циліндр з латуні або сплаву сталі закритий з однієї сторони. У ньому розміщувався метальний заряд і комбінований капсуль. Метальний заряд утримується біля капсуля пижем, розпірками та пробкою. Заряди розроблені так, щоб при повному або зменшеному заряді заповнювати усю камору від лиця затвора до денця снаряда коли його обертовий поясок увійшов у нарізи. Є три типи зарядів:
Повний заряд

Заряд має довжину 679 мм, вага латунної гільзи  5,6 кг з 7,0 кг бездимного пороху або пороху який не дає полум'я. Дульна швидкість снаряда з таким зарядом — 792 м/с. Він має універсальне призначення.
Зменшений заряд
У зменшеного заряду така ж гільза як і у повного, але містить лише 1,6 кг пороху і більшу розпірку. Дульна швидкість снаряда з таким зарядом 366 м/с. Такі заряди використовують для обстрілу берегових укріплень навісним вогнем, а також для стрільби освітлювальними снарядами, щоб не пошкодити парашут.
Очисний заряд
Очисний заряд (також має назву, «короткий снаряд») має коротку гільзу; пробка встановлена одразу за пижем, розпірок немає. Метальний заряд менший від повного заряду. Цей заряд використовують для прочищення ствола при осічках, коли снаряд не покинув гармату. Через свою важливість, його зберігають у особливому контейнері коли корабель знаходиться у зоні бойових дій. Осічка особливо небезпечна у гарматах з роздільним заряджанням. Після осічки коли затвор відкривається, порожню гільзу можна екстрактувати, а снаряд залишається у нарізах. Також усе начиння заряду знаходиться у стволі, за снарядом. Через це зменшується розмір камори. Саме через використовують укорочений заряд, тому що залишки попереднього заряду не дадуть можливості вставити повний заряд.
Після ручного видалення порожньої гільзи, у камору вставляють очисний заряд. Потім закривають затвор і роблять постріл. Дуже важливо прочистити ствол зі сторони камори, тому що вибивати банником снаряд зі зведеним детонатором дуже небезпечно. До того ж якщо з гармати вели інтенсивний вогонь ствол може бути розжареним, через це снаряд нагріється, а це в свою чергу може призвести до передчасного вибуху. Це може зруйнувати не лише гармату, а й баштову установку.

### Схожі гармати
- QF 4.5 inch Mk I—V морська гармата: Британська гармата подвійного призначення.
- 12.7 см SK C/34 морська: Німецька з малими кутами.
- 130 мм/50 Б13 зразка 1936 : Радянська морська та берегова гармата.
- Canon de 138 мм Modèle 1929 : Французька морська гармата.
- 120 мм: Італійська морська гармата.
- 12,7 см/50 Type 3 : Японська морська гармата.